# L'Homme au couteau
Pour plus de détails, voir Fiche technique et Distribution.
L'Homme au couteau (The Jack-Knife Man) est un film américain écrit et réalisé par King Vidor, sorti en 1920.

## Synopsis
Peter Lane, un vieil homme, vit seul à bord d'une barge sur le Mississippi. Une nuit, lors d'une tempête, il donne refuge à Lize Merdin et à son jeune fils Buddy. La femme meurt, lui laissant la garde de Buddy. Pour lui faire plaisir, Peter lui taille des jouets en bois avec son couteau. Peu après, Booge, un vagabond, se joint à eux. Tout se passe bien jusqu'à ce que le juge de paix Briggles veuille placer l'enfant dans une famille adoptive. La veuve Potter vient au secours de Buddy en le prenant à sa charge. Le talent de sculpteur de Peter est reconnu lorsque Mme Montgomery, une riche femme de l'Est, remarque les jouets créés pour Buddy et les emporte à New York. La prospérité venant, Peter se reprend et propose le mariage à Mme Potter. Lorsque Booge découvre qu'en fait Buddy est son fils, il décide de le laisser avec sa nouvelle famille.

## Fiche technique
- Titre original : The Jack-Knife Man
- Réalisation : King Vidor
- Scénario : William Parker, d'après le roman éponyme d'Ellis Parker Butler
- Photographie : Ira H. Morgan
- Société de production : King W. Vidor Productions
- Société de distribution : First National
- Pays d'origine :  États-Unis
- Langue d'origine : anglais
- Format : Noir et blanc - 35 mm - 1,37:1 - Muet
- Genre : Drame
- Durée : 60 minutes (6 bobines)
- Date de sortie :
  - États-Unis : 16 août 1920
- Licence : Domaine public

## Distribution
- Fred Turner : Peter Lane
- Florence Vidor : Mme Montgomery
- Harry Todd : Booge
- Claire McDowell : Lize Merdin
- Bobby Kelso : Buddy
- Willis Marks : Rasmer Briggles
- Lillian Leighton : la veuve Potter
- James Corrigan : George Rapp
- Charles Arling : le docteur
- Irene Yaeger : Susie
- Carol Marshall : Jane